# 웅천고등학교 (충남)
웅천고등학교(熊川高等學校)는 대한민국 충청남도 보령시 웅천읍 대창리에 있는 공립 고등학교이다.

## 학교 연혁
- 1986년 11월 7일 : 웅천고등학교 설립인가
- 1987년 3월 19일 : 웅천고등학교 개교
- 1997년 7월 2일 : 15학급 증설인가
- 2022년 3월 1일 : 고등학교 제19대 한익희 교장 부임
- 2025년 1월 10일 : 제36회 졸업식(졸업생 55명), 졸업생 누계(총5,013명)
- 2025년 3월 4일 : 제39회 입학식(입학생 60명)

## 참고 자료
- 웅천고등학교 - 한국교육학술정보원 학교알리미